# Educação no Suriname
A educação no Suriname é gratuita e obrigatória até os 12 anos de idade. O governo e as igrejas Católica Romana e a Morávia proveem desde a educação infantil até a escola secundária. Como regra, todas as instruções são em neerlandês, com três exceções: a Academia Internacional do Suriname, a Christian Liberty Academy e a AlphaMax Academy.
O índice de alfabetização de adultos é de aproximadamente 89,6%. As instituições de treinamento de professores, escola secundária e escola técnica emitem diplomas de conclusão. 
Enfermeiros e dentistas são treinados em conjunto nas faculdades de medicina, mas os padrões não são iguais aos encontrados nos países desenvolvidos. A Universidade Anton de Kom, em Paramaribo, tem faculdades de medicina, direito, recursos naturais, e ciências sociais e técnicas. Entretanto, transferências de créditos de cursos individuais do e para os Estados Unidos é difícil, se não for improvável. Matrículas também são difíceis para não falantes de holandês. Muitos estudantes ainda vão estudar o ensino superior nos Países Baixos, e um crescente número estuda nos Estados Unidos.